# Schloßplatz (Berlin)
 For alternative betydninger, se Schloßplatz. (Se også artikler, som begynder med Schloßplatz)
Slotspladsen (tysk: Schloßplatz) er en plads på Spreeinsel i centrum af Berlin. Den ligger ved Museumsinsel og grænser på nordvestlig side til gaden Unter den Linden.

## Historie
Pladsen er opkaldt efter Berlins byslot, som stod ved pladsen frem til det blev sprængt af kommunistregimet i DDR i 1950. Efter sprængningen af slottet blev pladsen i 1951 omdøbt til "Marx-Engels-Platz" af kommunistregimet, og blev brugt til store politiske demonstrationer af kommunisterne og som park. I 1976 blev Palast der Republik opført ved pladsen. Efter den tyske genforening fik pladsen sit gamle navn tilbage, og i 2003 blev det bestemt at nedrive Palast der Republik og genopføre slottet. Der blev gennemført udgravninger efter 1990, som viste, at en del af slottets fundament stadig er der. Det genopførte Berliner Schloss stod færdig i 2020 og blev indviet i 2021. 
Adressen Schloßplatz 1 blev i DDR-tiden benyttet af Statsrådet og kaldtes derefter "Staatsratsgebäude". Huset har som en del af facaden indbygget slotsbalkon, hvor Karl Liebknecht den 9. november 1918 under Novemberrevolutionen udråbte en tysk socialistisk republik. I dag huser bygningen to uddannelsesinstitutioner, European School of Management and Technology (ESMT) og Hertie School of Governance.
52°31′3″N 13°24′10″Ø / 52.51750°N 13.40278°Ø